# Railway Air Services

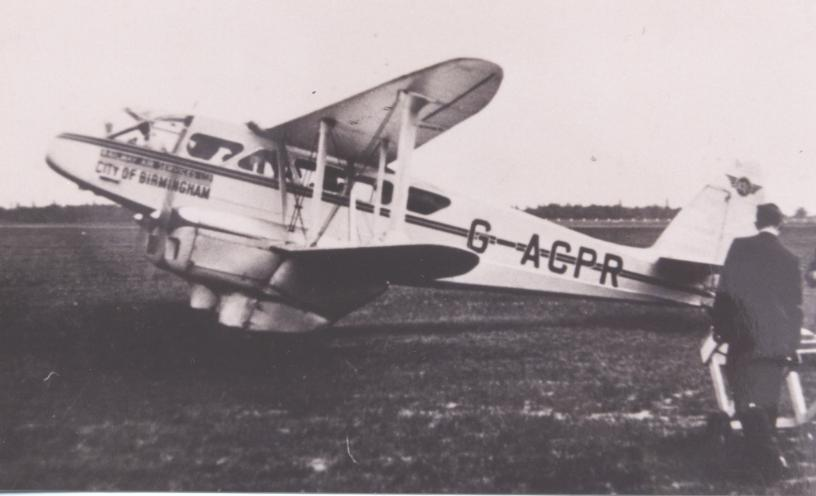
De Havilland DH.89 Dragon Rapide (G-ACPR) de Railway Air Services en el aeropuerto de Mánchester (1938)

Railway Air Services (RAS) fue una aerolínea británica formada en marzo de 1934 por las cuatro grandes compañías ferroviarias británicas (Great Western Railway, London, Midland and Scottish Railway, London and North Eastern Railway y Southern Railway) en asociación con Imperial Airways. La empresa era una aerolínea nacional que operaba rutas dentro del Reino Unido y se conectaba con los servicios de la compañía Imperial Airways. 

## Historia

### Rutas de antes de la guerra (1934-1939)
La principal base de operaciones y mantenimiento de la aerolínea estaba en el Aeropuerto de Croydon (Londres) antes y después de la guerra, y en el Aeropuerto de Liverpool durante la Segunda Guerra Mundial.
La ruta de RAS más importante volaba entre Londres y Escocia (Londres-Birmingham-Mánchester/Liverpool-Belfast-Glasgow). El servicio troncal comenzó el 20 de agosto de 1934, utilizando los aviones biplanos DH.86 Express recién entregados a la aerolínea, que operaban una vez al día en cada dirección. El servicio estaba dirigido principalmente a pasajeros que volaban al Aeropuerto de Croydon para conectar con los vuelos de Imperial a la Europa continental. La compañía RAS no estaba satisfecha con las operaciones invernales en el pequeño aeródromo de Barton, en Mánchester, y los vuelos se trasladaron desde finales de octubre a Liverpool (Speke), un aeropuerto más grande, reanudándose a través de Barton el 15 de abril de 1935.
Las rutas operadas desde el aeropuerto municipal de Cardiff, incluían vuelos al aeropuerto de la ciudad de Plymouth (clausurado en 2011) y a Liverpool, y comenzaron en 1934.

### Segunda Guerra Mundial (1939-1945)
En 1939 se restringió la operación de aeronaves civiles y parte de la flota de RAS quedó bajo control del gobierno. Su flota participó en vuelos de comunicaciones para el ejército dentro de las islas británicas. En 1940, la RAF se había hecho cargo de todas las tareas de comunicaciones militares y la aerolínea volvió a las rutas de vuelo "de importancia nacional". En la práctica, las operaciones en tiempo de guerra se restringieron a la ruta Liverpool-Belfast-Glasgow que transportaba pasajeros y correo del gobierno y otros servicios "prioritarios".

### Operaciones de posguerra (1946-1947)

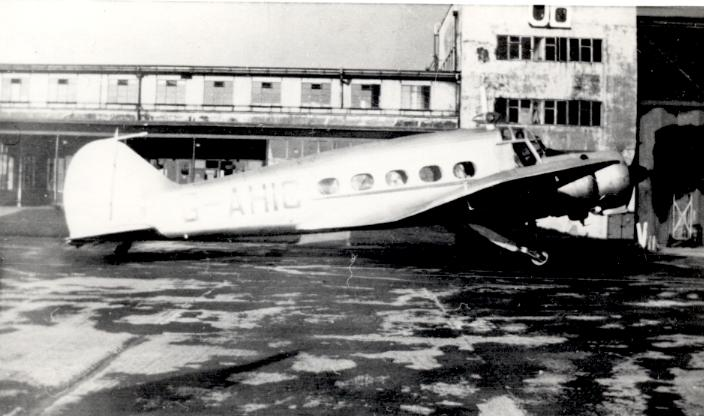
Avro Anson de Railway Air Services en el aeropuerto de Mánchester, operando la ruta hacia el aeropuerto de la ciudad de Belfast (1946).

Railway Air Services reanudó los vuelos en tiempos de paz a principios de 1946, utilizando sus Avro 652 Anson recién adquiridos y los Douglas DC-3 y Dakota procedentes de la RAF. Durante 1946/47 se utilizaron varios aviones trimotores Junkers Ju 52 incautados a la Luftwaffe antes de ser retirados y desguazados.
La aerolínea operaba sus Douglas Dakota, con su mayor capacidad de transporte de pasajeros, en sus vuelos sin escalas desde Croydon al Aeropuerto de Renfrew en Glasgow.
Un nuevo servicio programado dos veces al día comenzó a operar el 29 de julio de 1946, utilizando aviones Avro Anson, que unían la conexión de Croydon con el Aeropuerto de Mánchester y con el de Belfast.

#### Nacionalización
En agosto de 1946, el gobierno del Reino Unido formó la British European Airways Corporation (BEA), una aerolínea estatal. A la aerolínea se le otorgó el monopolio de los servicios aéreos programados dentro del Reino Unido y Europa continental. Desde el 1 de agosto de 1946, RAS operó todos sus servicios en nombre de BEA hasta que cesó sus operaciones el 31 de enero de 1947 y BEA adquirió los aviones, el personal y las rutas de RAS. Sin embargo, un recuerdo sigue vivo: se conserva el avión DH.89A Dragon Rapide G-ALXT en el Museo de Ciencias de Londres con los colores de RAS, denominado 'Estrella de Escocia'. Actualmente está almacenado en Wroughton.

## Accidentes e incidentes
- El 1 de julio de 1935, un De Havilland DH.84 Dragon (G-ADED) se estrelló al despegar del Aeropuerto de la Isla de Man, quedando heridas las siete personas que viajaban en el avión. La aeronave, que operaba un vuelo regular de pasajeros desde Ronaldsway al Aeropuerto de Mánchester, vía Blackpool y Liverpool, quedó destruido en el incendio posterior.[6]
- El 26 de octubre de 1935, otro De Havilland DH.84 Dragon (G-ADEE) se estrelló en la ladera de una colina en medio de la niebla y se quemó en Fairsnape Fell, cerca de Garstang, resultando muertos sus dos tripulantes.
- El 6 de junio de 1936, un De Havilland DH.89 Dragon Rapide "Star of Lancashire", tras un aterrizaje forzoso en el campo de golf Deane de Bolton (Lancashire), atravesó una valla, destruyendo las alas de babor, la góndola del motor y el tren de aterrizaje. El piloto y los tres pasajeros resultaron ilesos.[7]
- El 3 de julio de 1938, otro De Havilland DH.89 Dragon Rapide (G-AEBX) "Star of Scotia" se estrelló en el Aeropuerto de Belfast Harbour, resultando muertos el piloto y el ingeniero de vuelo.
- El 1 de abril de 1946 se estrelló nuevamente un De Havilland DH.89 Dragon Rapide (G-AERZ) en el aeropuerto de la Ciudad de Belfast (Antrim), causando seis muertes.
- El 16 de agosto de 1946 se produjo el accidente de un Avro 19 (G-AGUE) en Speke (Liverpool), sin víctimas mortales.
- El 27 de septiembre de 1946, un De Havilland DH.89 Dragon Rapide (G-AFFF) se estrelló en Milngavie, Dunbartonshire, provocando siete muertes.
- El 19 de diciembre de 1946, un Douglas DC-3 (G-AGZA), al despegar de Northolt se estrelló contra una casa en Angus Drive, Ruislip, sin causar lesiones graves a nadie, ni en el avión ni en tierra.

## Flota histórica
Railway Air Services operó las siguientes aeronaves durante su existencia:
| Aeronaves                        | Total | Introducido | Retirado | Matrículas                                                              |
| -------------------------------- | ----- | ----------- | -------- | ----------------------------------------------------------------------- |
| Avro Anson                       | 1     | 1946        | 1947     | G-AHIC                                                                  |
| De Havilland DH.84 Dragon        | 9     | 1934        | 1940     | G-ACHV, G-ACPX, G-ACPY, G-ACVD, G-ACXI, G-ADDI, G-ADDJ, G-ADED y G-ADEE |
| De Havilland DH.86 Express       | 8     | 1934        | 1947     | G-ACPL, G-ACVY, G-ACVZ, G-ACZP, G-ADYH, G-AEFH, G-AENR y G-AEWR         |
| De Havilland DH.89 Dragon Rapide | 7     | 1935        | 1939     | G-ACPR, G-AEAK, G-AEAM, G-AEBW, G-AEBX, G-AFFF y G-AIHN                 |
| Douglas DC-3/C-47 Skytrain       | 6     | 1945        | 1947     | G-AHDB, G-AHDA, G-AGZB, G-AGYZ, G-AGZA y G-AHDC                         |
| Junkers Ju 52                    | 1     | 1946        | 1947     | G-AHBP                                                                  |